# أويا (بونتيفيدرا)
بلدية أويا (بالإسبانية: Oya) هي بلدية تقع في مقاطعة بونتيفيدرا التابعة لمنطقة غاليسيا شمال غرب إسبانيا.

## الديموغرافيا
يبلغ عدد سكان بلدية أويا 3.179 نسمة عام 2011 (وفقاً للمعهد الوطني للإحصاء الإسباني).
| 3.156 | 2.956 | 2.906 | 3.038 | 3.159 | 3.192 | 3.179 |